# Dypterygia pallida
Dypterygia pallida là một loài bướm đêm thuộc họ Noctuidae. Nó được tìm thấy ở French Guyana, Paraguay và Guadeloupe.